# Tiristor IGCT

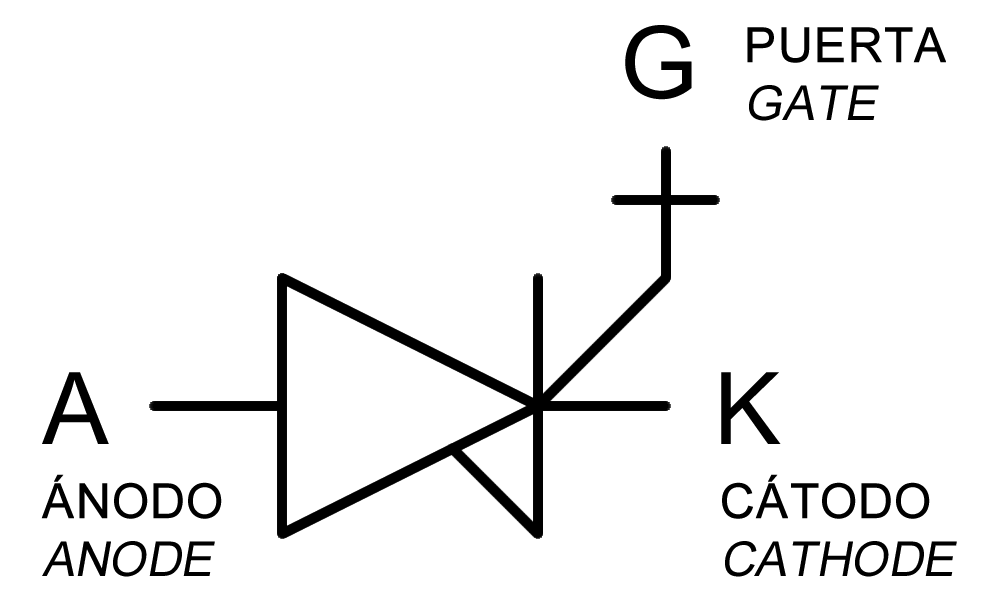
Símbolo eléctrónico del tiristor IGCT.

Un Tiristor Controlado por Puerta Integrada o simplemente Tiristor IGCT (del inglés integrated gate-commutated thyristor) es un dispositivo semiconductor empleado en electrónica de potencia para conmutar corriente eléctrica en equipos industriales. Es la evolución del Tiristor GTO (del inglés gate turn-off). Al igual que el GTO, el IGCT es un interruptor controlable, permitiendo además de activarlo, también desactivarlo desde el terminal de control Puerta o G (del inglés Gate). La electrónica de control de la puerta está integrada en el propio tiristor.
- Datos: Q1066563